# Oltu (district)
Oltu is een Turks district in de provincie Erzurum en telt 32.192 inwoners (2007). Het district heeft een oppervlakte van 1394,1 km². Hoofdplaats is Oltu.
De bevolkingsontwikkeling van het district is weergegeven in onderstaande tabel.
| 1997   | 2000   | 2007   |
| ------ | ------ | ------ |
| 48.090 | 39.537 | 32.192 |